# Mundial 98 (historieta)
Mundial 98 es una historieta publicada en 1998 del dibujante de cómics español Francisco Ibáñez perteneciente a la serie Mortadelo y Filemón.

## Trayectoria editorial
Firmada en 1997 y publicada en 1998 en el n.º 74 de Magos del Humor y más tarde en el n.º 144 de la Colección Olé.

## Sinopsis
Nuevamente Mortadelo y Filemón se integrarán en la selección nacional de España para evitar que el presidente Teviakas Kaletarro de Mongolia Exterior cumpla su represalia contra el Mundial 98. Al habérsele negado la organización del mismo por no cumplir ciertas condiciones, pretende contaminar a los jugadores con virus cuyos efectos son de lo más exóticos y variados. Los siguientes equipos aparecen en el cómic Alta Saboya, Países Bajos, Egipto, Sudamérica, Tanzania, Transilvania, Brasil, España, Turquía, Papúa, Banania, Francia y Alemania.

## Gags y curiosidades
Esta historieta comparte una gran similitud con Mundial 78, ya que en ambas historias, el presidente de una potencia extranjera, quiere atentar contra el mundial como venganza, por que la federación no le permitieron organizar el mundial, debido a que el campo de juego no cumplía con las condiciones adecuadas.
El Súper entrena a Mortadelo y Filemón, dando lugar a equívocos porque no comprenden la jerga del fútbol. Algo similar ocurre en Mundial 94.
Cuando Mortadelo y Filemón llegan a París, caminan con un plano de la ciudad de fondo de la viñeta. En su camino hacia el hotel pasan por zonas emblemáticas, vistas con un toque de humor. Así por ejemplo, en el Parque de los Príncipes aparecen diversos jóvenes vestidos con ropas nobles de época. Uno de ellos pregunta al Príncipe Felipe, vestido con una camiseta y pantalón, cuándo se va a casar. Destaca el dibujo de la Torre Eiffel hacia el final de la historieta.
En este cómic aparecen cameos del presidente de Francia Jacques Chirac, el canciller alemán, el príncipe Carlos de Inglaterra y José María Aznar. Por otro lado, el Súper informa al seleccionador español, señor Benevolente, la incorporación de Mortadelo y Filemón al equipo; es una referencia al entonces seleccionador, Javier Clemente.